# Organisation sportive d'Amérique centrale et des Caraïbes
L'Organisation sportive d'Amérique centrale et des Caraïbes (anglais : Central American and Caribbean Sports Organization ou CACSO, espagnol : Organización Deportiva Centroamericana y del Caribe ou ODECAB) est une association de comités nationaux olympiques d'Amérique centrale et des Caraïbes. Elle gère l'organisation des Jeux d'Amérique centrale et des Caraïbes.
Les Jeux d’Amérique centrale et des Caraïbes sont une compétition multisports organisée tous les quatre ans depuis 1926. Elle rassemble tous les pays d’Amérique centrale et des Caraïbes ainsi que le Mexique, les Bermudes, la Guyane, le Suriname et le Guyana. Elle est affiliée à la Organisation sportive panaméricaine couvrant toute l'Amérique. 
Elle est également partie prenante de l'organisation des jeux de la Caraïbe avec l'Association des Comités Nationaux Olympiques de la Caraïbe (CANOC) dont la première édition est programmé en Guadeloupe en 2021.

## Historique
Le projet de création du CACSO a été approuvé le 25 août 1959 lors d'une assemblée de délégués tenue en Jamaïque qui ratifierait le siège des Jeux à Kingston pour 1962. Lors d'une autre réunion tenue à Mexico du 8 au 10 février en 1960, les mêmes représentants ont approuvé les statuts de l'organisation, le Portoricain Julio E. Monagas étant nommé président et le Mexicain José de Jesús Clark Flores président honoraire.
En raison du fait que les Jeux de 1966 ont lieu à Porto Rico, territoire des États-Unis, les premières années sont marquées par le conflit politique entre Cuba et les États-Unis. Après de multiples interventions de Clark Flores et du CIO, Cuba obtient le droit de participer, et la nation dominera ces jeux à partir de l'édition 1970.
En 2014, l'organisation modifie ses statuts pour pouvoir intégrer comme "Membres associés" des territoires qui ne sont pas reconnus par le Comité international olympique comme la Guadeloupe ou la Martinique.

## Membres
| Code CIO               | Code ISO | Drapeau et nom du pays          | Comité national olympique national                               |
| ---------------------- | -------- | ------------------------------- | ---------------------------------------------------------------- |
| Membres de plein droit |          |                                 |                                                                  |
| ANT                    | ATG      | Antigua-et-Barbuda              | Association olympique d'Antigua-et-Barbuda                       |
| ARU                    | id.      | Aruba                           | Comité olympique arubais                                         |
| BAH                    | BHS      | Bahamas                         | Comité olympique des Bahamas                                     |
| BAR                    | id.      | Barbade                         | Association olympique de la Barbade                              |
| BER                    | id.      | Bermudes                        | Association olympique des Bermudes                               |
| BIZ                    | id.      | Belize                          | Association olympique et des Jeux du Commonwealth du Belize      |
| CAY                    | id.      | Îles Caïmans                    | Comité olympique des îles Caïmans                                |
| COL                    | id.      | Colombie                        | Comité olympique colombien                                       |
| CRC                    | CRI      | Costa Rica                      | Comité olympique du Costa Rica                                   |
| CUB                    | id.      | Cuba                            | Comité olympique cubain                                          |
| DMA                    | id.      | Dominique                       | Comité olympique de la Dominique                                 |
| DOM                    | id.      | République dominicaine          | Comité olympique dominicain                                      |
| ESA                    | SLV      | Salvador                        | Comité olympique du Salvador                                     |
| GRN                    | id.      | Grenade                         | Comité olympique de la Grenade                                   |
| GUA                    | GTM      | Guatemala                       | Comité olympique guatémaltèque                                   |
| GUY                    | id.      | Guyana                          | Comité olympique du Guyana                                       |
| HAI                    | HTI      | Haïti                           | Comité olympique haïtien                                         |
| HON                    | HND      | Honduras                        | Comité olympique hondurien                                       |
| ISV                    | VIR      | Îles Vierges des États-Unis     | Comité olympique des îles Vierges                                |
| IVB                    | VGB      | Îles Vierges britanniques       | Comité olympique des Îles Vierges britanniques                   |
| JAM                    | id.      | Jamaïque                        | Association olympique jamaïcaine                                 |
| LCA                    | id.      | Sainte-Lucie                    | Comité olympique de Sainte-Lucie                                 |
| MEX                    | id.      | Mexique                         | Comité olympique mexicain                                        |
| NCA                    | NIC      | Nicaragua                       | Comité olympique nicaraguayen                                    |
| PAN                    | id.      | Panama                          | Comité olympique du Panama                                       |
| PUR                    | PRI      | Porto Rico                      | Comité olympique de Porto Rico                                   |
| SKN                    | KNA      | Saint-Christophe-et-Niévès      | Comité olympique de Saint-Christophe-et-Niévès                   |
| SUR                    | id.      | Suriname                        | Comité olympique du Suriname                                     |
| TRI                    | TTO      | Trinité-et-Tobago               | Comité olympique de Trinité-et-Tobago                            |
| VEN                    | id.      | Venezuela                       | Comité olympique vénézuélien                                     |
| VIN                    | VCT      | Saint-Vincent-et-les-Grenadines | Comité national olympique de Saint-Vincent-et-les-Grenadines     |
| Membres associés       |          |                                 |                                                                  |
|                        | GUF      | Guyane                          | CTOS de Guyane                                                   |
|                        | MTQ      | Martinique                      | CROS de Martinique                                               |
|                        | GPL      | Guadeloupe                      | CTOS de Guadeloupe                                               |
|                        | SXM      | Saint-Martin                    |                                                                  |
|                        | CUW      | Curaçao                         |                                                                  |
|                        | TCA      | Îles Turques-et-Caïques         | Association des Jeux du Commonwealth des îles Turques-et-Caïques |

## Présidents
La liste suivante montre les différents présidents  :
| Période | Président | Pays |
| ------- | --------- | ---- |